# Carnegie Steel Company
Die Carnegie Steel Company war ein von Andrew Carnegie gegründeter Stahlhersteller, in dem der Betrieb seiner Hüttenwerke in Pittsburgh, Pennsylvania im ausgehenden 19. Jahrhundert zusammengefasst waren. 

## Gründung
Angeregt durch seinen Mentor, den Leiter der Western Division der Pennsylvania Railroad Thomas A. Scott sucht Carnegie nach einer Möglichkeit, eine stabile Eisenbahnbrücke, die keystone bridge über den Mississippi zu bauen, der zu diesem Zeitpunkt ein strategisches Hindernis aller Ost-West-US-Eisenbahnlinien war und der Pennsylvania Railroad einen echten Wettbewerbsvorteil gegenüber ihren Konkurrenten eingeräumt hätte. Gemauerte Bogenbrücken, zu seiner Zeit state-of-the-art, kamen hierfür nicht in Frage. Der einzige Werkstoff, der das Überspannen des mächtigen Stromes ermöglichte, war Stahl, der jedoch aufgrund der bis dahin angewandten Technik langwierig und teuer in der Herstellung war. Carnegies Unternehmen, in dem er Minderheitseigentümer war, ging über die Kosten für die Errichtung der Brücke fast bankrott, bis er durch einen Besuch in Großbritannien die ökonomische Bedeutung der Bessemer-Birne erkannte. Carnegie gründete sein erstes Hüttenwerk Mitte der 1870er Jahre: Die nach dem Präsidenten der Pennsylvania Railroad benannten, profitablen Edgar Thomson Steel Works in Braddock, Allegheny County, Pennsylvania. Die Gewinne, die durch das Werk erzielt wurden, erlaubten ihm und seinen Teilhabern, weitere Hüttenwerke in der Umgebung zu kaufen. Im Jahr 1892 formierte sich daraus die Carnegie Steel Company. 
Hatte Carnegie zu Beginn seines Engagements in der Stahlindustrie noch geglaubt, dass der bis dahin in den USA als Schlüsselsektor fungierende Eisenbahnsektor quasi automatisch für den Absatz seiner wachsenden Produktion sorgen würde, änderte sich die Rolle des Eisenbahnsektors nach dem amerikanischen Bürgerkrieg. Erst mit der Erkenntnis, dass sich Stahl auch als Werkstoff für den Hausbau äußerst effektiv einsetzen lässt, erschloss sich Carnegie einen weiteren Absatzmarkt für die Stahlindustrie und ließ amerikanische Gebäude durch die Erfindung von Stahlskeletten stabil und kostengünstig in die Höhe wachsen. Das Hauptquartier der Carnegie Steel Company lag im Carnegie Building, einem Bürogebäude im Zentrum Pittsburghs. Um den Nutzen von Stahl im Bau zu unterstreichen, war dieses Gebäude fünfzehn Stockwerke hoch und blieb ein ganzes Jahr ohne Dach. Im Jahr 1952 wurde das Gebäude abgerissen.

## Hüttenwerke
Carnegie führte in den 1880er Jahren wichtige technologische Neuerungen ein, insbesondere den Siemens-Martin-Ofen in Homestead im Jahr 1886. Von nun an war es möglich, Stahl für Brücken und Panzerplatten für die US-Marine herzustellen, die einen höheren Preis für ein Premiumprodukt zahlte. Deshalb schritt das Werk mit zunehmender Produktion fort zu einem kontinuierlichen Produktionsprozess. Carnegie installierte stark verbesserte Systeme zum Materialfluss, wie beispielsweise Portalkrane, Fördermaschinen, Druckluftladegeräte, Förderwagen. All dies beschleunigte den Prozess der Stahlproduktion und ermöglichte die Produktion einer größeren Produktionsmenge. Mit wachsender Ausdehnung der Hütte nahm auch die Zahl der Beschäftigten zu, insbesondere der ungelernten Arbeiter. Während Carnegie sich zunehmend aus dem operativen Geschäft seines Unternehmens zurückzog, überließ er dies seinem Geschäftspartner Henry Clay Frick, einem selfmade-Millionär, der keine Bedenken hatte, seine wirtschaftliche Macht rücksichtslos gegenüber Lieferanten, Konkurrenten und Beschäftigten auszuüben. Um die Profite zusätzlich zu steigern, senkte Frick die Löhne der Arbeiter. Daraufhin bestreikten im Jahr 1892 die Gewerkschaftsmitglieder, angeführt durch die Gewerkschaft Amalgamated Iron and Steel Workers Union, das Werk in Homestead mit dem erfolglosen Homestead-Streik. Während Carnegie sich in Schottland aufhielt, eskalierte der Konflikt, als Frick 300 Streikbrecher in das Werk bringen ließ und Bewaffnete der Detektei Pinkerton einsetzte. Diese erschossen zehn Menschen und 60 weitere wurden verletzt, bis der Gouverneur das Kriegsrecht über Homestead verhängte. Carnegie war erbost über Frick, da dieser Carnegies Anweisung, keine Streikbrecher einzusetzen, missachtet hatte. Öffentlich kritisierte Carnegie Frick aber nicht und musste so persönlich die Verantwortung für die Vorfälle übernehmen.

## Verkauf
Carnegie und Frick hatten gemeinsam mit anderen wohlhabenden Pittsburger Industriellen den exklusiven South-Fork fishing & hunting club gegründet, der am Stausee Lake Conemaugh sein Clubhaus betrieb. Der Club wurde privater Eigentümer der mehr schlecht als recht in Stand gehaltenen South-Fork-Talsperre, die unter Fricks Einfluss auch noch geschwächt wurde. Bei einem besonders heftigen der regelmäßig auftretenden Hochwasser brach am 31. Mai 1899 der marode Staudamm. Die dadurch ausgelöste Flutwelle forderte in Johnstown und in der Region South-Fork 2.209 Todesopfer, richtete einen Schaden von 17 Millionen US-Dollar an, dessen Beseitigung Jahre benötigte und ein gewaltiges Medienecho auslösten. Die Clubmitglieder wurden in den Medien, jedoch nie gerichtlich verantwortlich gemacht. Die Katastrophe war wohl ein Anstoß für Carnegies soziales und educatorisches Engagement. Carnegie stiftete der Stadt eine Bibliothek und kaufte 1899 Frick dessen Gesellschaftsanteil für 15 Millionen US-Dollar ab.
Zwei Jahre später, im Jahr 1901, verkaufte Carnegie für 480 Mio. US-Dollar das Stahlunternehmen an US Steel, wovon etwa die Hälfte auf Carnegie selbst entfiel. US Steel war ein Konzern mit Tochtergesellschaften. Im Jahr 1936 wurde der Name der Tochtergesellschaft in Carnegie-Illinois Steel Company geändert.

## Lokaler Wettbewerb
Im Unterschied z. B. zu Standorten in Deutschland wie der Maxhütte, der Völklinger Hütte, der Westfalenhütte oder der Hasper Hütte verfügte die US-Stahlindustrie dank des Allegheny River, des Monongahela River und des Ohio River über preiswerte Transportwege für den Abtransport schwerer Produkte und die massenhafte Zuführung von Roh-, Hilfs- und Betriebsstoffen. Alle Fabriken befanden sich unmittelbar oder nahe einem der genannten Flüsse. Solche Standorte werden deshalb als „nasse Standorte“ bezeichnet.
Im Jahr 1853 gründeten Jones, Lauth and Company ein Puddel- und Walzwerk am Monongahela etwa vier Kilometer von Pittsburgh entfernt. Bernard Lauth erfand und patentierte das Kaltwalzverfahren im Jahr 1859. Im gleichen Jahr errichtete James H. Laughlin Laughlin and Company direkt am gegenüberliegenden Ufer von Jones, Lauth and Company. Im Laufe der Zeit fusionierten die beiden Unternehmen unter der Firma Jones and Laughlin Steel Company und installierten im Jahr 1886 ihre ersten zwei Bessemerbirnen zur Stahlproduktion.
J&L Steel wurde einer der wichtigsten Wettbewerber der Carnegie Steel Company und US Steel in der Nachbarschaft von Pittsburgh in Pennsylvania. Im Jahr 1905 begann der Aufbau einer neuen Stahlhütte am Ohio River ca. 32 Kilometer stromabwärts von Pittsburgh in Aliquippa (Pennsylvania). Im Jahr 1908 wurde ein zwölfstöckiges Bürogebäude in Pittsburgh errichtet.
J&L Steel kündigte im Zeitraum zwischen den Jahren 1955 und 1958 zahllose Betriebserweiterungen einschließlich einer Investition von 250 Mio. US-Dollar an. Im Jahr 1968 bot Ling-Temco-Vought Inc. (LTV) aus Texas für die Übernahme eines 63%igen Anteils an J&L Steel 428,5 Mio. US-Dollar (nach heutigem Wert US$ 2,88 Mrd.) an. Im Jahr 1974 erhöhte LTV seinen Anteil an J&L Steel, um die volle Kontrolle über das Unternehmen zu erwerben, was den Beginn des Endes von „Big Steel“ in der Pittsburgh-Region markierte. Im Dezember 2001 beantragte LTV Insolvenz nach Chapter 11 und wurde wenige Monate später von der International Steel Group übernommen.

## Stahlproduktion des 20. Jahrhunderts
Es gab bereits Veränderungen in der Produktionsweise des Stahls, bevor die Carnegie Steel Company im Jahr 1901 für 480 Mio. US-Dollar (nach heutigem Wert US$ 3,5 Mrd.) verkauft wurde. Stahlhersteller hatten begonnen, die Bessemer-Birne zugunsten des Siemens-Martin-Ofens aufzugeben. Öfen dieser Art waren bis in die 1970er Jahre weit verbreitet, wurden aber seit 1952 durch das LD-Verfahren verdrängt. Gleichzeitig nahm die Beschäftigung in den verbleibenden Fabriken, die seit 1900 Teil der Carnegie Steel Company gewesen waren, außergewöhnlich ab, auch wenn die J. Edgar Thomson Works noch aktiv waren und Walzbrammen produzierten, die per Schiff zu den Irwin Werken in West Mifflin transportiert wurden, um dort zu Coils verarbeitet zu werden.  